# Краткометражни Симпсонови
Краткометражни Симпсонови су анимирана серија која је била емитована 1987. до 1989. године на Фокс телевизији у емисији Трејси Улман шоу. Представља претечу актуелних Симпсонова. Има укупно 48 епизода подељених у три сезоне.